# Jindřich Mikolecký
Jindřich Mikolecký (německy Heinrich Mikoletzky, 1. září 1837 Josefov u Jaroměře – 17. prosince 1891 Plzeň) byl český strojní inženýr a manažer, pozdější ředitel Škodových závodů v Plzni, významný občan města Plzně a komunální politik. Výrazně se zasloužil o rozvoj strojnického podniku i města Plzně v období vrcholící průmyslové revoluce v českých zemích.

## Život

### Mládí
Narodil se ve vojenské pevnosti Josefov v blízkosti Jaroměře ve východních Čechách v rodině podporučíka císařské armády. Během středoškolského studia projevil technické nadání, posléze pak v letech 1857 až 1858 a 1860 až 1861 studoval pražský Polytechnický ústav a rovněž pak strojnictví na polytechnice ve Vídni.

### Kariéra ve strojnictví
Po absolutoriu krátce působil jako středoškolský profesor v Budapešti, kde však nebyl spokojen, a tak se navrátil zpět do Čech. Přijal místo inženýra v pražské strojírně Karla Breitfelda v Praze (tvořící základ pozdější ČKD), posléze přijal místo ve strojírnách v Teplicích. Roku 1870 pak místo opustil a nastoupil do strojírenských závodů plzeňského podnikatele Emila Škody, který závod roku 1869 od rodu Valdštejnů odkoupil. Stal se jedním z blízkých Škodových spolupracovníků. Roku 1872 je Mikolecký uveden mezi spoluzakladateli Pražsko-duchcovské dráhy (PDE), společnosti provozující železnici budovanou z Prahy-Smíchova přes Rudnou a Slaný do Obrnic, sloužící především k transportu severočeského hnědého uhlí do Prahy a středních Čech.
Roku 1872 byl firmou Škoda vyslán do Kyjeva na tehdejším území Ruského impéria, aby zde zastupoval obchodní zájmy firmy. Zde se usadil a vybudoval si respektovanou pozici ve zdejším prostředí, i zdejší české komunitě. Během svého pobytu podnikl Mikolecký také poznávací cestu po Kavkaze. Roku 1883 pak ovdověl a vychovával pak nezletilou dceru Olgu. Roku 1885 se navrátil zpět do plzeňské Škodovy továrny, kde následně přijal místo generálního ředitele závodu. Na svou pozici pak rezignoval roku 1889.

### Spolková a veřejná činnost
Byl přesvědčeným českým vlastencem a účastnil se českého spolkového života. Při svém pobytu v Teplicích byl členem Národní jednoty severočeské, po svém přesídlení do Plzně následně vstoupil do plzeňské jednoty Sokola, byl zakládajícím členem pěveckého spolku Hlahol plzeňský, členem Měšťanské besedy a dalších spolků. Roku 1884 je uveden jako finanční přispěvatel Národního divadla v Praze. Roku 1891 se jeho plány objevily na Zemské jubilejní výstavě v Praze.
24. října 1890 byl zvolen do zastupitelstva města Plzně. Zde patřil k jedněm z nejaktivnějších členů: prosazoval např. projekt veřejného osvětlení, městského vodovodu, nemocnice, výstavby městské tramvajové sítě, nové budovy městského divadla a další.

### Úmrtí

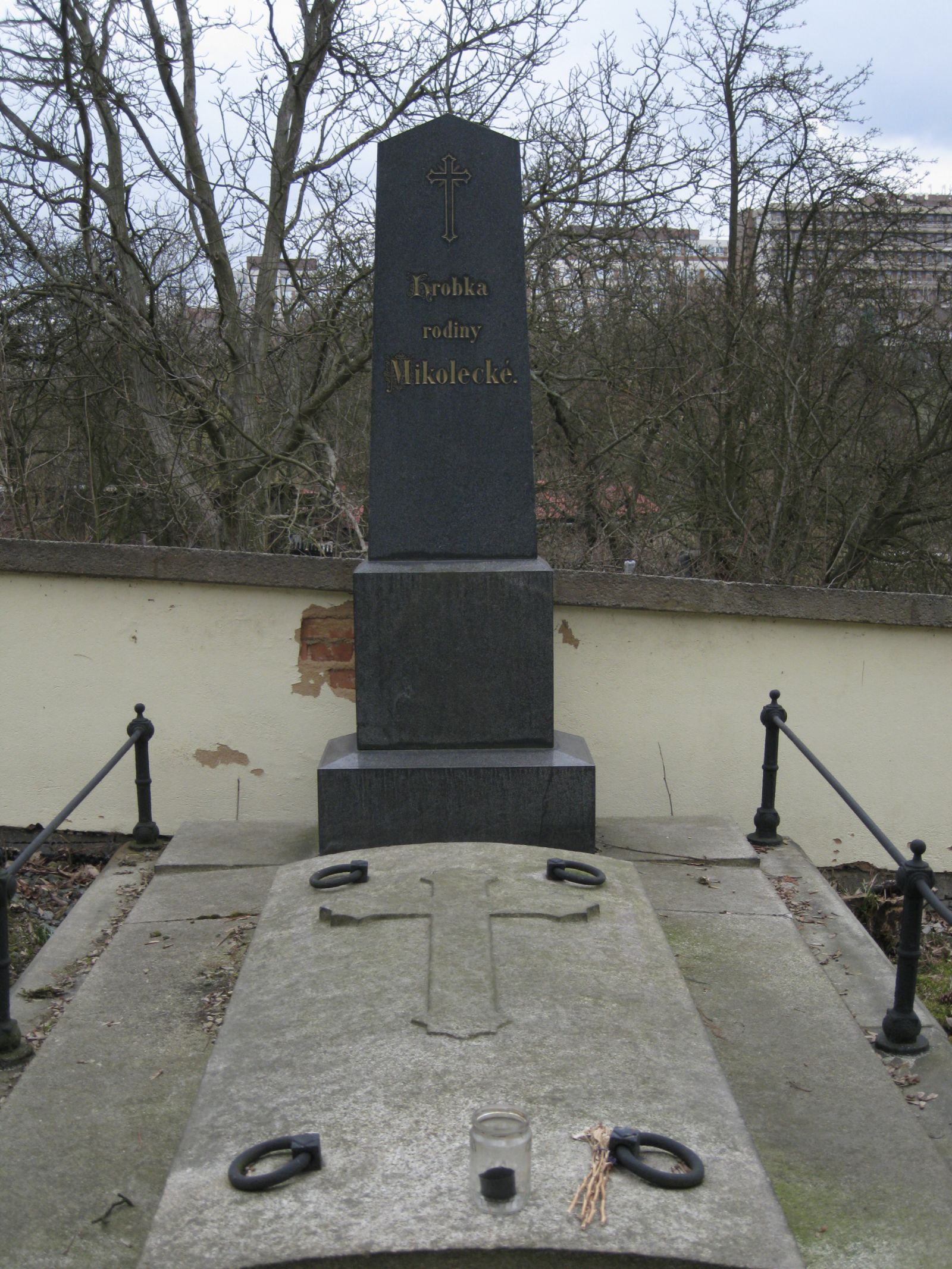
Hrobka Jindřicha Mikoleckého a jeho rodiny na hřbitově u Kostela Všech svatých v Plzni

Jindřich Mikolecký zemřel 17. prosince 1891 v 7 hodin večer v Plzni ve věku 54 let. Jako příčina úmrtí se uváděla srdeční zástava, která jej postihla při týden trvajícím nachlazení; podle zápisu v matrice se ale zastřelil.
Jeho pohřeb byl ve městě rozsáhlou událostí, které se účastnili tisíce lidí, včetně městského purkmistra Josefa Krofty a samotného Emila Škody. Ostatky byly uloženy v rodinné hrobce na hřbitově u Kostela Všech svatých v Plzni.

### Po smrti

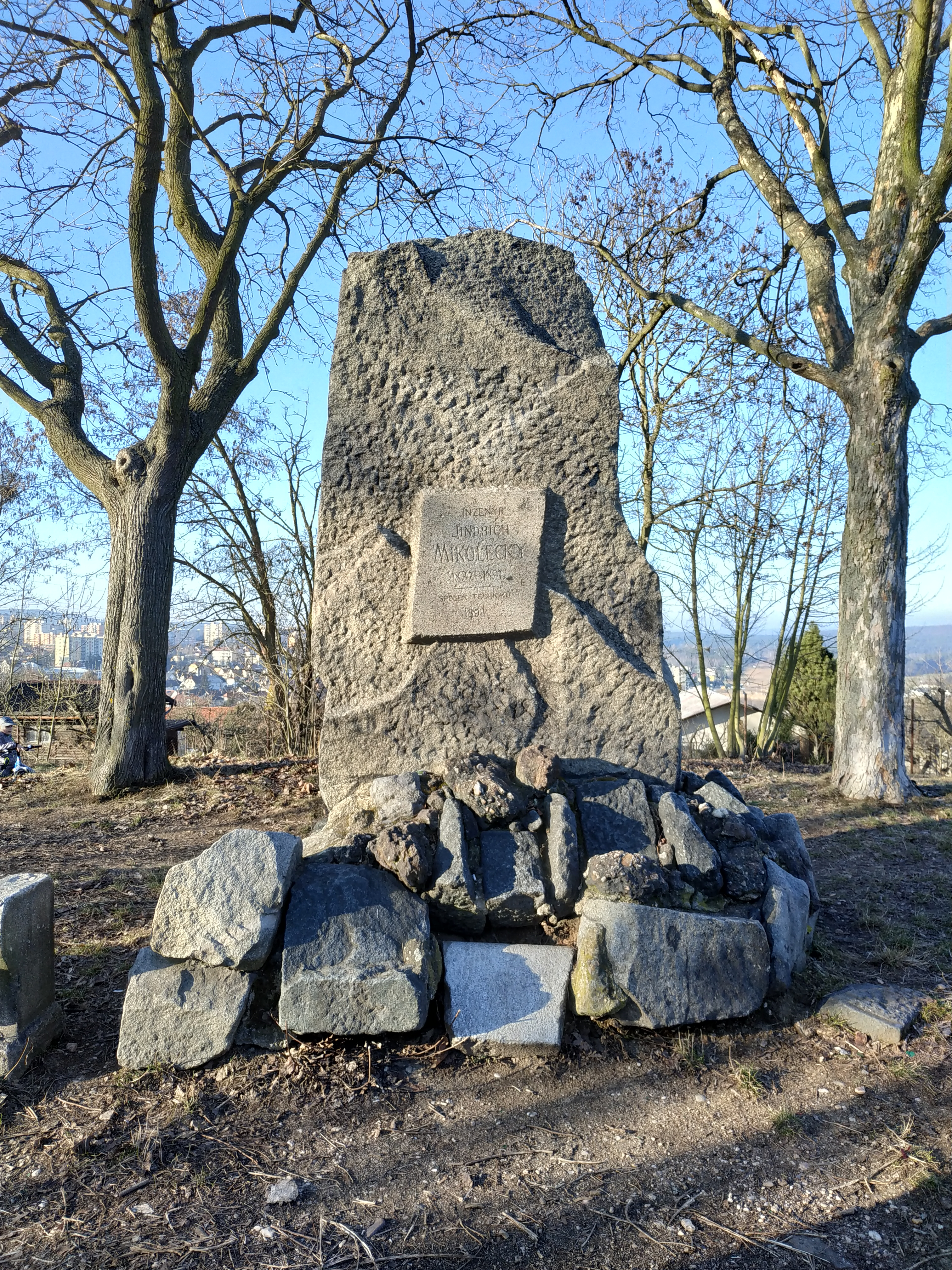
Památník J. Mikoleckého na vrchu Mikulka v Plzni

Na vyhlídce vrchu na sever od Plzně, nedaleko místa, kde byl pohřben, byl Jindřichu Mikoleckému zbudován památník v podobě několik metrů vysokého kamenného masivu. Zdejší lidé místu začali záhy přezdívat Mikulov, z čehož se následně vytvořil název Mikulka, jež byl místu následně oficiálně přiřknut.